# Дмитровка (Прилукский район)
Дми́тровка (укр. Дмитрівка; до 2016 г. Жовтневое) — село в Прилукском районе Черниговской области Украины. Население — 246 человек. Занимает площадь 2,86 км².
Код КОАТУУ: 7424182801. Почтовый индекс: 17525. Телефонный код: +380 4637.

## Власть
Орган местного самоуправления — Жовтневый сельский совет. Почтовый адрес: 17525, Черниговская обл., Прилукский р-н, с. Дмитровка, ул. Панченко, 27.